# Ephedra equisetina
Ephedra equisetina är en kärlväxtart som beskrevs av Aleksandr Andrejevitj Bunge. Ephedra equisetina ingår i släktet efedraväxter, och familjen Ephedraceae. Inga underarter finns listade i Catalogue of Life.